# شیهو میاشیتا
شیهو میاشیتا (ژاپنی: 宮下 周歩؛ زادهٔ ۲۶ اکتبر ۱۹۹۴) یک بازیکن فوتبال اهل ژاپن است.
از باشگاه‌هایی که در آن بازی کرده‌است می‌توان به باشگاه فوتبال ماتسوموتو یاماگا اشاره کرد.